# Krupówki

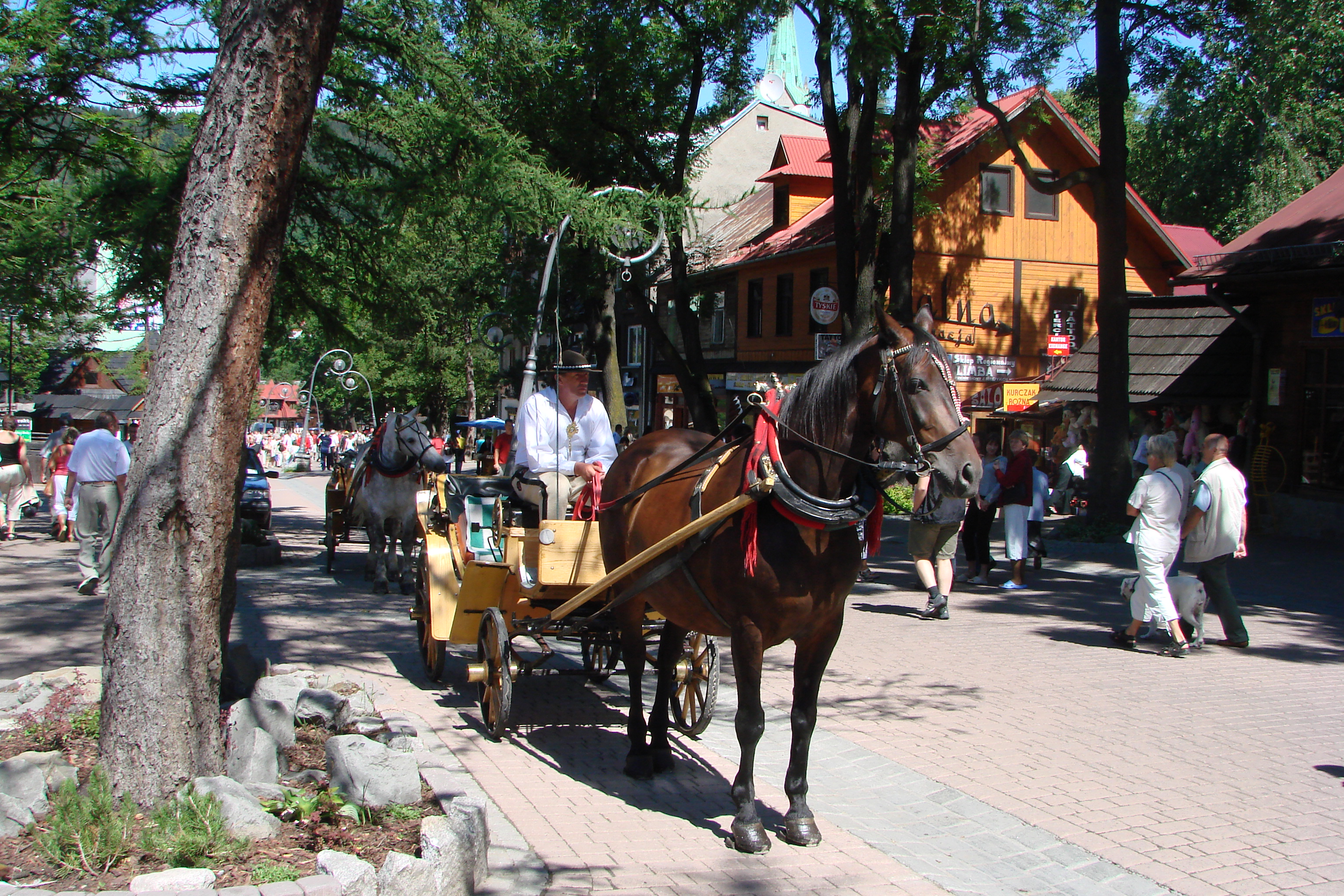
Pferdekutsche auf der Krupówki

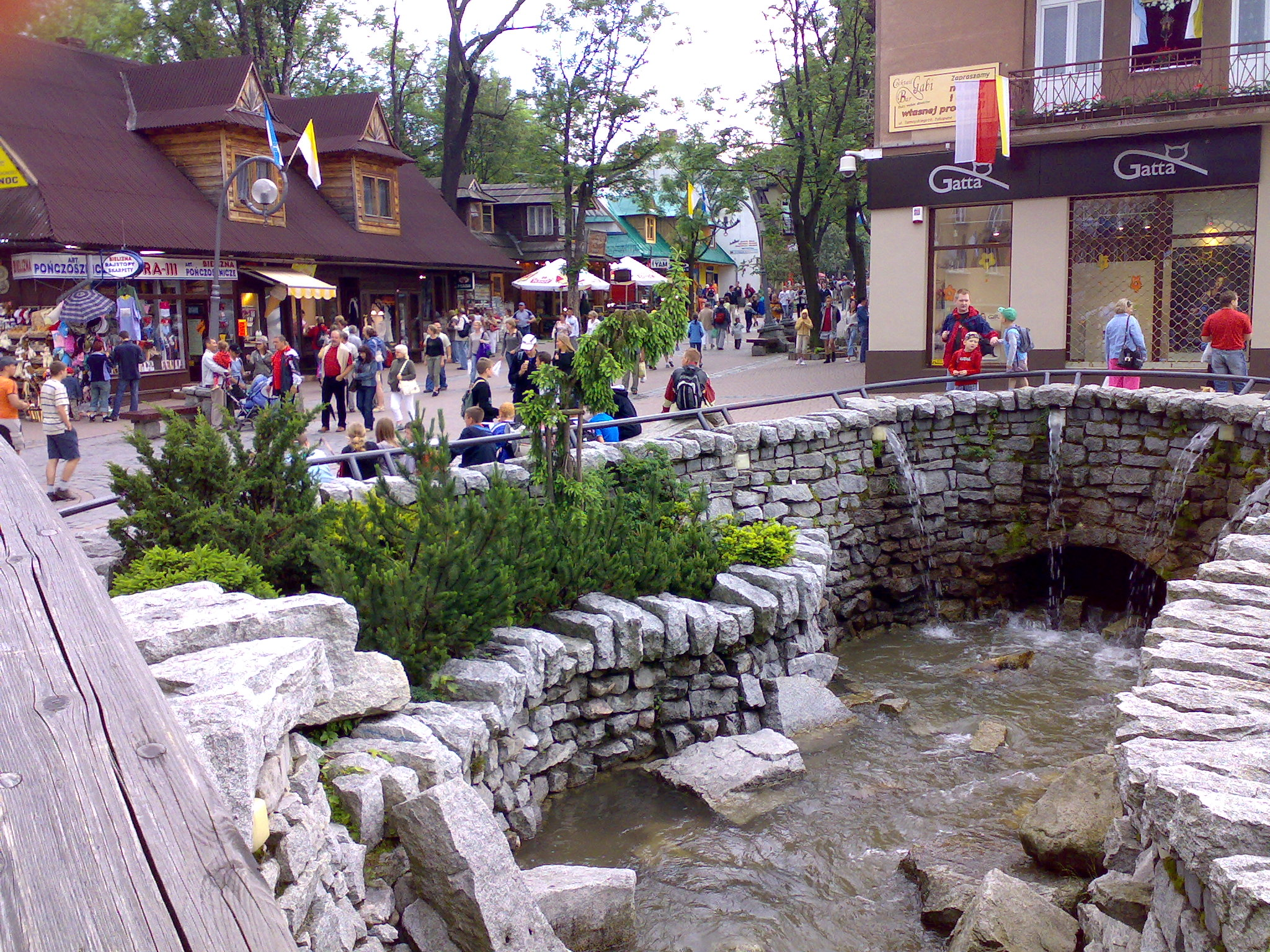
Unterirdisch fließender Gebirgsbach

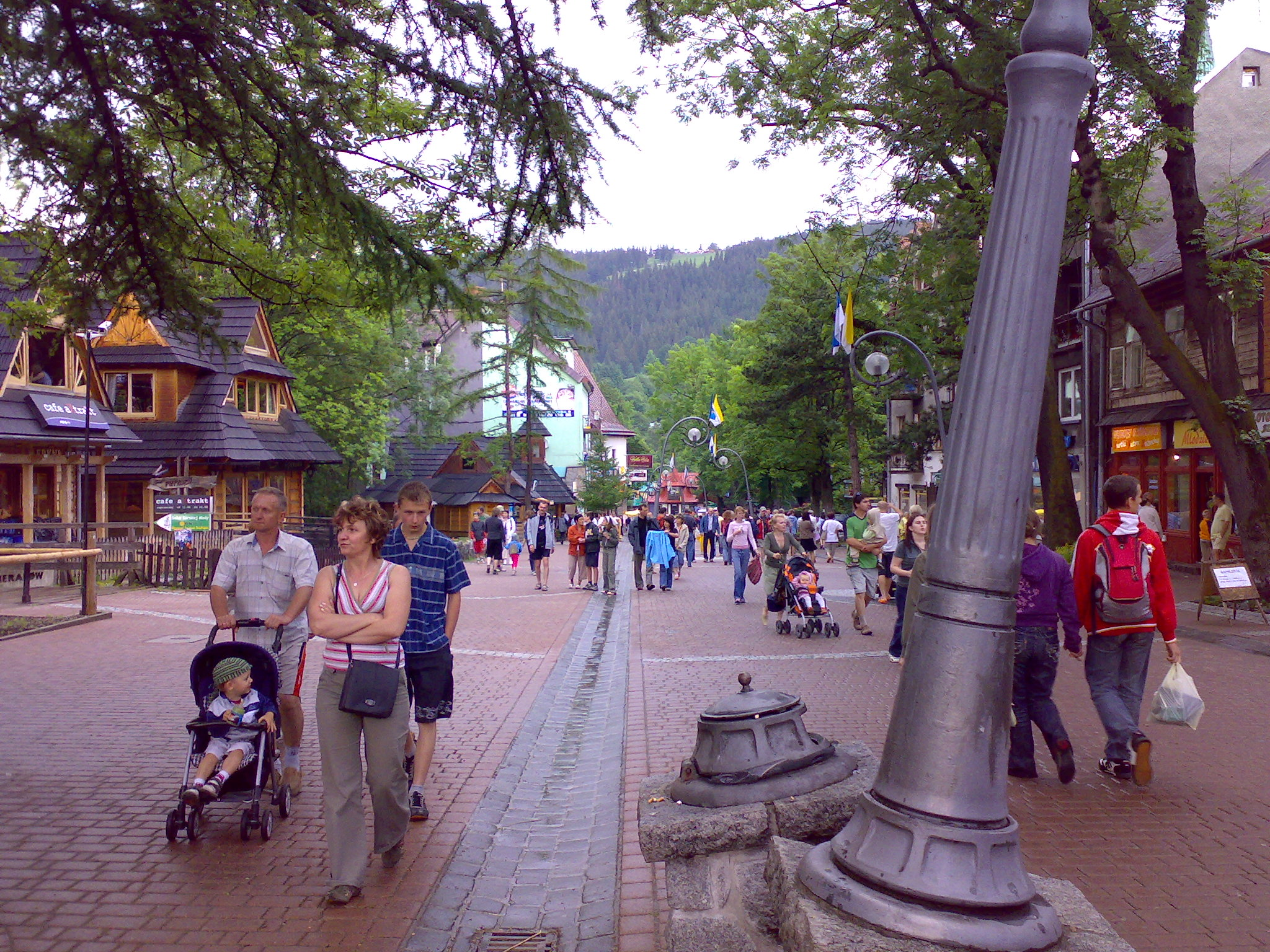
Krupówki im Sommer

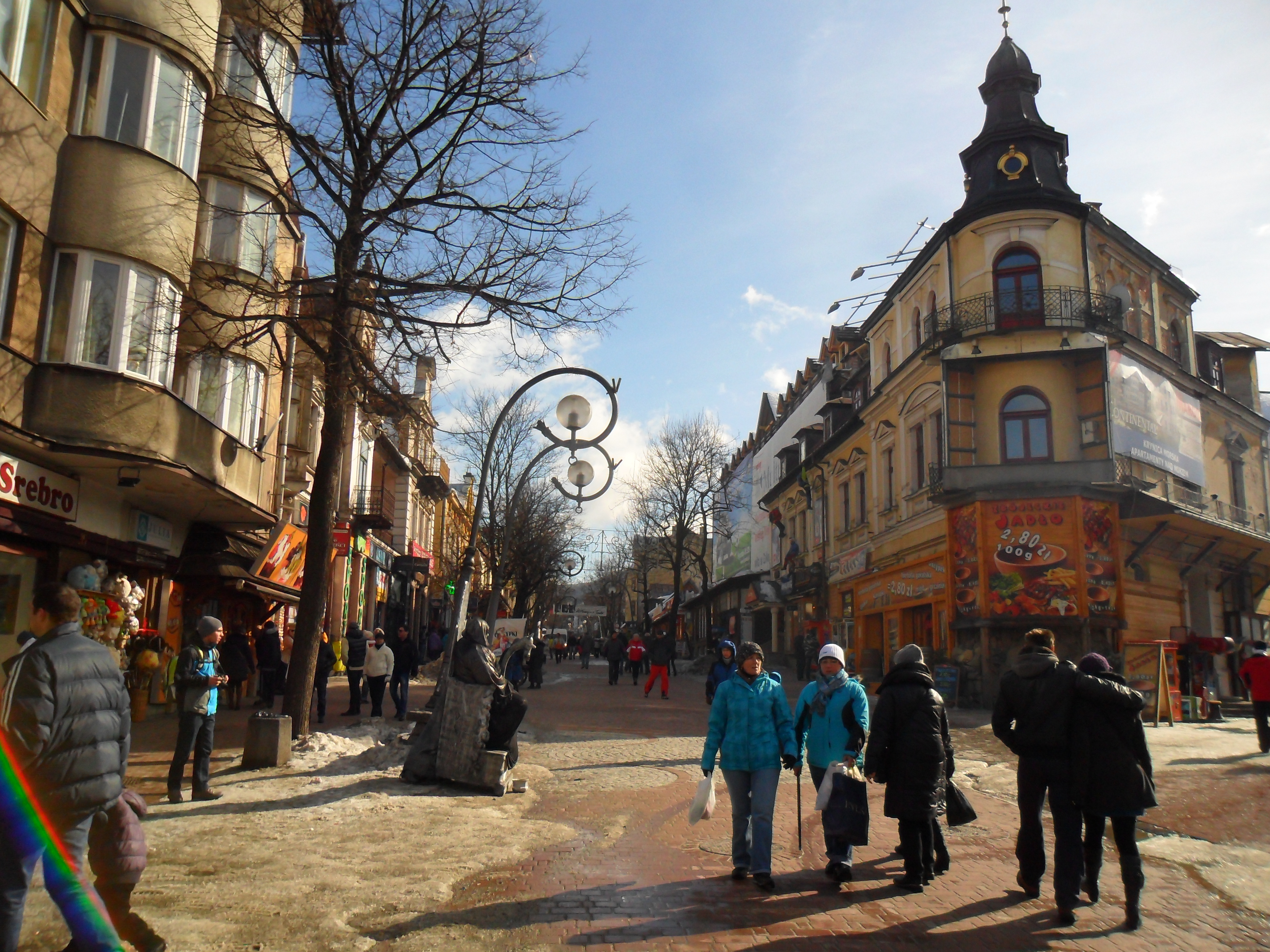
Krupówki im Winter

Die Krupówki (pl. Ulica Krupówki) ist eine über einen Kilometer lange Pracht- und Einkaufsstraße in Zakopane. 

## Verlauf
Die Flaniermeile ist für den Verkehr gesperrt, es verkehren nur Pferdekutschen im Sommer sowie Pferdeschlitten im Winter. Sie verläuft im Zentrum der Stadt von Nordwesten nach Südosten entlang des Gebirgsbaches Foluszowy Potok. Die Krupówki beginnt im Norden bei der Pfarrkirche zur Heiligen Familie und endet im Süden beim Denkmal zu Ehren von Władysław Zamoyski. An der Krupówki befinden sich zahlreiche Läden, Restaurants, Cafés, Bars, Diskotheken, Nachtclubs sowie viele Villen im Zakopane-Stil beziehungsweise Neo-Zakopane-Stil. Hier findet das Après-Ski in Zakopane statt. Von der Krupówki bietet sich ein Blick auf das Massiv des Giewonts. Südlich schließt sich die Straße ulica Zamoyskiego an, die in den Stadtteil Kuźnice in der Tatra führt, der sich bereits im Tatra-Nationalpark befindet.

## Etymologie
Der Name kommt von der Alm Hala Krupówki, die sich hier vor Errichtung der Straße befand.

## Bekannte Gebäude
- Tatra-Museum
- Tatra-Bahnhof
- Jugendstilhotels Litwor, Gromada-Gazda, Sabała
- Jugendstilsitz der Seilbahngesellschaft Polskie Koleje Linowe
- Neoromanische Pfarrkirche zur Heiligen Familie
- Władysław Matlakowski Schule
- Bazar Polski
- Villa Staszeczkówka
- Villa Poraj
- Villa Kasprowy Wierch
- Villa Zośka